# HMS Montrose (D01)
«Монтроз» (D01) (англ. HMS Montrose (D01) — військовий корабель, лідер ескадрених міноносців типу «Адміралті» Королівського військово-морського флоту Великої Британії за часів Другої світової війни.
Лідер ескадрених міноносців «Монтроз» був закладений 4 жовтня 1917 року на верфі компанії Hawthorn Leslie and Company у Геббурні. 10 червня 1918 року він був спущений на воду, а 14 вересня 1918 року увійшов до складу Королівських ВМС Великої Британії. Лідер був одним з 8 лідерів типу «Адміралті» (також відомий тип лідерів, як «Скотт») та став першим з бойових кораблів британського флоту, що дістав це ім'я.
«Монтроз» проходив службу у складі британських ВМС, за часів Другої світової війни брав активну участь у бойових діях на морі, бився у Північній Атлантиці, біля берегів Європи, супроводжував атлантичні та арктичні транспортні конвої.
За проявлену мужність та стійкість у боях бойовий корабель нагороджений шістьма бойовими відзнаками.

## Історія

### Передвоєнний час
Після введення до строю корабель служив на різних флотах та станціях Королівського флоту. У березні 1920 року однім із завдань лідера стала допомога в евакуації залишків Білої армії з Новоросійська. 1921 році «Монтроз» відряджений до сил Середземноморського флоту Британії, де проходив службу протягом 8 років. Залучався до проведення низки операцій та військових навчань Королівського флоту. 1929 він повернувся до берегів Англії, де увійшов до резервних сил Командування Нор, згодом до складу Домашнього флоту Імперії, де служив з 1930 до 1932 року. Потім виведений до резерву. Напередодні війни переведений до Девонпорту, де встав на капітальний ремонт і модернізацію. На серпень 1939 року лідер 17-ї флотилії есмінців Західних підходів.

### 1939—1940
З початком Другої світової війни перебував у складі Домашнього флоту. У жовтні разом з есмінцями 16-ї флотилії «Вустер», «Веномос», «Вайлд Свон», «Ветеран», «Веріті», «Віверн» й «Вітшед» виконували завдання зі супроводження конвоїв в Англійській протоці та у південно-західних підходах, базуючись на Портсмут.
З квітня 1940 року у складі Південно-Західних підходів залучався до протичовнової оборони узбережжя. 3 квітня на чолі групи есмінців «Велокс», «Верден», «Вейкфул», траулера «Лідс Юнайтед» та двох французьких есмінців вийшов на забезпечення супроводу конвою OG 24, що мав виходити з Гібралтару.
У травні 1940 року «Монтроз» взяв активну участь в евакуації союзних військ з обложеного німцями Дюнкерка. Врятував 925 військових, яких доставив до Дувра. 29 травня корабель виходив у другій похід до французького берега, коли в тумані наразився на буксир Sun V, який зламав ніс корабля. Лідер відтягнули назад до Дувра на ремонт.
20 серпня 1940 року з іншими есмінцями перейшов до 16-ї флотилії есмінців, що забезпечувала охорону східного узбережжя Англії, базуючись на військово-морську базу в Гаріджі.
27 серпня 1940 року виконував завдання з прикриття роботи мінних тральщиків, що розчищали мінні поля на східному узбережжі Англії, коли німецька авіація розпочала наліт на британські кораблі. У ході авіаційного нальоту німецькі Ju 87 затопили есмінець «Врен» поблизу Олдборо. Відбиваючи напад, «Монтроз» збив щонайменше один літак противника, але внаслідок влучення ворожих бомб зазнав певних пошкоджень і знову змушений був повернутися в доки на відновлення. Згодом його перевели до Чатема, де лідер встав на ремонтні та модернізаційні роботи на тривалий термін.

### 1942
6 вересня 1942 року «Монтроз» разом з есмінцем «Волпол» включили до ескорту конвою QP 14, що повертався з Радянського Союзу після доставки за програмами ленд-лізу озброєння, військової техніки і важливих матеріалів та майна.
10 вересня з есмінцями «Брамгам», «Маккей» і «Кеппель» прикривали лінкори «Герцог Йоркський» і «Енсон» і крейсер «Джамайка», що повертались до берегів Англії.

### 1943
З 23 по 26 січня 1943 року «Монтроз» залучався до ескортування конвою JW 52 з 15 транспортників, які йшли до Кольської затоки. «Монтроз» діяв у складі далекого ескорту, який очолював лінкор «Енсон».

### 1944—1945
До початку 1945 року виконував завдання з протичовнової та протиповітряної оборони морських рубежів Британії. У січні 1945 року визнаний таким, що конструктивно невідновлюваним і виведений з сил флоту. 31 січня 1946 року проданий на брухт до Блайта, де розібраний на метал.